# Seya, Yokohama
Seya-ku, Yokohama (瀬谷区) là một khu thuộc thành phố Yokohama, tỉnh Kanagawa, Nhật Bản.